# 城巴314線
城巴314線是香港一條來往小西灣（藍灣半島）及赤柱的假日循環巴士路線，由城巴經營，於夏季的假日提供小西灣及柴灣來往大潭及赤柱泳灘的循環巴士服務。

## 歷史
- 1997年8月31日：本線為方便東區市民往大潭及赤柱旅遊而投入服務，只於泳季的星期日及公眾假期提供服務。
- 1997年11月2日：本線擴展至所有假日均提供服務。
- 2001年7月22日：小西灣總站遷入藍灣半島巴士總站。
- 2012年5月1日：往赤柱方向，由小西灣（藍灣半島）至赤柱正灘站登車的乘客，若需繼續前往赤柱監獄之後往小西灣方向的巴士站，需於赤柱監獄站重新繳付車資。
- 2013年11月10日：改為只在泳季之星期日及公眾假期服務，受影響乘客由當日起可使用14←→82之八達通轉乘優惠（優惠額由當日起提高）。[1]
- 2018年6月18日：增設實時抵站時間查詢服務。
- 2020年：受疫情影響，當年服務期於8月2日提早結束。[2]
- 2022年6月3日：縮短服務時間。[3]

## 服務時間及班次
| 小西灣（藍灣半島）開        | 小西灣（藍灣半島）開     | 小西灣（藍灣半島）開 | 赤柱警署開（大約）          | 赤柱警署開（大約）       | 赤柱警署開（大約） |
| 日期                        | 服務時間                 | 班次（分鐘）         | 日期                        | 服務時間                 | 班次（分鐘）       |
| --------------------------- | ------------------------ | -------------------- | --------------------------- | ------------------------ | ------------------ |
| 泳季期間的 星期日及公眾假期 | 11:08-13:38、15:08-17:38 | 30                   | 泳季期間的 星期日及公眾假期 | 11:46-14:16、15:46-18:16 | 30                 |

- 本線逢星期一至六及非泳季期間不設服務
- 本線之2022年服務期為6月3日及7月1日至9月12日期間的星期日及公眾假期。

## 收費
全程：$8.5
- 龜背灣往赤柱警署/小西灣（藍灣半島）：$6
- 東區醫院往小西灣（藍灣半島）：$3.8

| - 本線設有12歲以下小童半價優惠，但不設長者半價優惠。 - 12歲以下合資格殘疾兒童使用「殘疾人士身份」個人八達通繳付車資，均可享有每程$2.0或半價（以較低者為準）的票價優惠；12至64歲合資格殘疾人士使用「殘疾人士身份」個人八達通（包括「樂悠咭」），以及60歲或以上香港居民使用「樂悠咭」繳付車資，均可享有每程$2.0或全費（以較低者為準）的票價優惠。 - 12至64歲合資格殘疾人士如不使用「殘疾人士身份」個人八達通，以及60歲或以上長者如不使用「樂悠咭」繳付車資，必須繳付全費。 - 乘客可以現金或八達通於上車時付款，不設找續。 - 每位成人乘客可免費攜帶最多兩名4歲以下而不佔座位的兒童乘客乘車，超額之4歲以下小童必須繳付小童車費乘車。 - 九龍巴士、城巴及龍運巴士全職員工及家屬（不包括外判職員）可免費乘搭本路線，惟必須拍職員或職員家屬八達通。 - 乘客亦可使用AlipayHK「易乘碼」、支付寶、WeChatHK／微信支付「搭車碼」、銀聯雲閃付「乘車碼」及BOC Pay「乘車碼」、具有感應式支付功能的VISA、Mastercard及銀聯卡，以及Apple Pay、Google Pay及Samsung Pay流動支付平台繳付車資。使用此支付方式的乘客可享有中途下車之分段收費，以及與其他城巴獨營路線或聯營線城巴班次之轉乘優惠，惟不適用於與非城巴路線之轉乘優惠。乘客亦不能享有「公共交通費用補貼計劃」及「長者及合資格殘疾人士公共交通票價優惠計劃」。 |

赤柱方向，由小西灣（藍灣半島）至赤柱正灘站登車的乘客，若需繼續前往赤柱監獄之後往小西灣方向的巴士站，需於赤柱監獄站重新繳付車資

## 使用車輛
受大潭道的路面影響，本線祇可使用長度10.6米或以下的巴士行走。本線現時用車3輛，主要使用青年JNP6105GR 10.5單層低地台巴士（18XX）行走，亞歷山大丹尼士Enviro 400（70XX）偶爾會支援本線。

## 行車路線
經：小西灣道、小西灣邨巴士總站、小西灣道、柴灣道、環翠道、柴灣道、大潭道、赤柱村道、赤柱灘道、赤柱村道、東頭灣道、赤柱村道、大潭道、柴灣道、環翠道、柴灣道及小西灣道。

### 沿線車站
| 小西灣（藍灣半島）開 | 小西灣（藍灣半島）開 | 小西灣（藍灣半島）開             |
| 序號                 | 車站名稱             | 位置                             |
| -------------------- | -------------------- | -------------------------------- |
| 1                    | 小西灣（藍灣半島）   | 小西灣（藍灣半島）公共運輸交匯處 |
| 2                    | 富景花園             | 小西灣道                         |
| 3                    | 小西灣邨             | 小西灣邨巴士總站                 |
| 4                    | 曉翠街               | 小西灣道                         |
| 5                    | 富城閣               | 柴灣道                           |
| 6                    | 樂軒臺               | 柴灣道                           |
| 7                    | 環翠商場             | 柴灣道                           |
| 8                    | 環翠邨澤翠樓         | 環翠道                           |
| 9                    | 興華邨卓華樓         | 環翠道                           |
| 10                   | 興華邨豐興樓         | 環翠道                           |
| 11                   | 天主教海星堂         | 柴灣道                           |
| 12                   | 興民邨               | 柴灣道                           |
| 13                   | 山翠苑               | 柴灣道                           |
| 14                   | 山翠苑               | 大潭道                           |
| 15                   | 女童軍訓練中心       | 大潭道                           |
| 16                   | 新橋面               | 大潭道                           |
| 17                   | 西灣濾水廠           | 大潭道                           |
| 18                   | 大潭水塘（北）       | 大潭道                           |
| 19                   | 大潭郊野公園         | 大潭道                           |
| 20                   | 龜背灣               | 大潭道                           |
| 21                   | 美國會所             | 大潭道                           |
| 22                   | 聽濤小築             | 大潭道                           |
| 23                   | 赤柱正灘             | 赤柱灘道                         |
| 24                   | 香港航海學校         | 東頭灣道                         |
| 25                   | 聖士提反書院         | 東頭灣道                         |
| 26                   | 赤柱監獄             | 東頭灣道                         |
| 27                   | 聖士提反書院         | 東頭灣道                         |
| 28                   | 赤柱警署             | 赤柱村道                         |
| 29                   | 赤柱崗道             | 赤柱村道                         |
| 30                   | 赤柱灘道             | 赤柱村道                         |
| 31                   | 輝百苑               | 大潭道                           |
| 32                   | 曼克頓花園           | 大潭道                           |
| 33                   | 龜背灣               | 大潭道                           |
| 34                   | 大潭郊野公園         | 大潭道                           |
| 35                   | 大潭水塘（南）       | 大潭道                           |
| 36                   | 大潭水塘（北）       | 大潭道                           |
| 37                   | 石澳道               | 大潭道                           |
| 38                   | 女童軍訓練中心       | 大潭道                           |
| 39                   | 山翠苑               | 大潭道                           |
| 40                   | 東區醫院             | 柴灣道                           |
| 41                   | 高威閣               | 柴灣道                           |
| 42                   | 興華邨興翠樓         | 環翠道                           |
| 43                   | 興華邨卓華樓         | 環翠道                           |
| 44                   | 青年廣場             | 環翠道                           |
| 45                   | 金源洋樓             | 柴灣道                           |
| 46                   | 漁灣邨               | 柴灣道                           |
| 47                   | 常安街               | 柴灣道                           |
| 48                   | 富欣花園             | 小西灣道                         |
| 49                   | 富怡花園             | 小西灣道                         |
| 50                   | 富景花園             | 小西灣道                         |
| 51                   | 小西灣（藍灣半島）   | 小西灣（藍灣半島）公共運輸交匯處 |

## 小資料
- 本線開辦初期，曾於在中秋節晚上提供額外服務，名為314S，直至2006年中秋節因專線小巴16X線提供中秋節加班服務，才取消中秋節額外服務。
- 本線在泳季假日曾派出雙層空調巴士行走，但受到赤柱灘道的路面限制，雙層巴士無法駛入，因此非官方的雙層巴士班次，會改經赤柱村道。直至赤柱灘道路面於2000年代初期改善後，本線已多以10.4米利蘭奧林比安（206-238）行駛，該款巴士於2011年8月25日全面退役後，改派10.4米富豪奧林比安（239-248）服役，但該款巴士亦是年事已高，於2012年2月下旬全面退役。
- 隨著2011年城巴購入的全車均由中國內地自主研發、製造的青年JNP6105GR低地台單層空調巴士（編號1810-1825）於2012年6月起運抵香港，本路線由同年9月起開始改派該款巴士行走。
- 本路線途經的大潭篤水塘水壩（建於1917年），由於道路是修築於水壩的頂部，道路寬度不足以讓兩輛車平排通過，所以一直須要單線雙程行車，當其中一個方向有車輛在水壩上行駛，另一方向的車輛必須停車等候。由於水壩已於1994年列為一級歷史建築，因此按法例規定無法進行重建、擴闊或作其他大型改動，故在可見的將來，本線將繼續不能使用長於10.6米的巴士。

## 外部連結
- 城巴官方路線資料：314 （页面存档备份，存于）
- 城巴官方網站314線資料（PDF乳豬紙版） （页面存档备份，存于）
- 城巴314線－i-busnet.com[永久]
- 681巴士總站－城巴314線 （页面存档备份，存于）